# Lista latarń morskich w Polsce
Poniższy artykuł prezentuje listę czynnych i nieczynnych latarń morskich położonych w Polsce, na wybrzeżu Morza Bałtyckiego, oraz w obrębie polskich stacji polarnych. Na polskim wybrzeżu działa 15 latarń morskich, zaś na obszarach polarnych działają 2 latarnie utrzymywane przez polskie stacje polarne. Światło nawigacyjne umieszczone na wieży widokowej w Sopocie i stawy na główkach portów Władysławowie, Nowym Porcie czy Westerplatte, stawa „wiatrak” w Świnoujściu itp., nazywane potocznie latarniami morskimi, o charakterystycznej budowie w postaci wieży z laterną, nie są latarniami morskimi w sensie nawigacji (brak oznaczenia – „latarnia morska” w spisie świateł i publikacjach nautycznych), dodatkowo światła te posiadają niewielki zasięg.
Polska latarnia morska to znak nawigacyjny na polskim wybrzeżu oznaczony na polskiej (brzegowej) mapie morskiej (wersji drukowanej lub elektronicznej) wyd. BHMW jako latarnia morska w sposób zgodny z publikacją Znaki skróty i terminologia stosowane na polskich mapach morskich 551 BHMW lub opisanych jako latarnia morska w publikacji Locja Bałtyku. Wybrzeże polskie 502 wyd. zaktualizowane, BHMW lub obejmujących polskie wybrzeże mapach morskich i locjach wydanych przez Biuro Hydrograficzne Admiralicji Brytyjskiej (ang. The United Kingdom Hydrographic Office (Admiralty)), wiodącego wydawnictwa hydrograficznego, wydającego publikacje nautyczne na wszystkie wody żeglowne kuli ziemskiej.
W rejonach polarnych – zwyczajowo polskimi latarniami morskimi – nazywa się znaki nawigacyjne wystawione i utrzymywane przez polskie polarne stacje badawcze, znajdujące się w Arktyce i Antarktyce. Latarnie te są oznaczone symbolem ang. lighthouse (latarnia morska) zgodnie z anglojęzyczną publikacją Symbols and Abbreviations used on Admiralty Charts, Chart 5011 (Symbole i skróty używane na mapach morskich Admiralicji [Brytyjskiej] 5011) na obejmujących rejon ich lokalizacji mapach morskich i locjach wydanych przez Admiralicję Brytyjską.

## Czynne latarnie morskie
| Ilustracja | Nazwa          | Rok budowy                  | Współrzędne                                   | Wysokość światła ponad wodą (m) | Wysokość wieży (m) | Zasięg nominalny (Mm) | Charakterystyka światła                                                                                               | Udostępniona do zwiedzania |
| ---------- | -------------- | --------------------------- | --------------------------------------------- | ------------------------------- | ------------------ | --------------------- | --- | -------------------------- |
|            | Świnoujście    | 1805/ 1 grudnia 1857        | 53°54′57,6″N 14°17′03,0″E/53,916000 14,284167 | 65                              | 64,8               | 9 (czerw.) 27 (białe) | przerywane, sektorowe okres – 5s (przerwa 1 s światło 4 s)                                                            | tak                        |
|            | Kikut          | 1962                        | 53°58′59″N 14°34′56″E/53,983056 14,582222     | 91,5                            | 18,2               | 16                    | izofazowe okres – 10 s (światło 5 s przerwa 5 s)                                                                      | nie                        |
|            | Niechorze      | 1866/1948                   | 54°05′47″N 15°03′57″E/54,096389 15,065833     | 62,8                            | 45                 | 20                    | błyskowe okres – 10 s (błysk 0,5 s przerwa 9,5 s)                                                                     | tak                        |
|            | Kołobrzeg      | 1666/1946                   | 54°11′17″N 15°33′22″E/54,188056 15,556111     | 36,5                            | 26,0               | 16                    | błyskowe okres – 3 s (błysk 1 s przerwa 2 s)                                                                          | tak                        |
|            | Gąski          | 1878                        | 54°14′40″N 15°52′30″E/54,244444 15,875000     | 51,1                            | 49,8               | 23,5                  | przerywane grupowe okres – 15 s (przerwa 1,2 s światło 2,5 s przerwa 1,2 s światło 2,5 s przerwa 1,2 s światło 6,4 s) | tak                        |
|            | Darłowo        | 1715/1885                   | 54°26′31″N 16°22′51″E/54,441944 16,380833     | 19,7                            | 21,0               | 15                    | blaskowe grupowe okres – 15 s (blask 2 s przerwa 2 s blask 2 s przerwa 9 s)                                           | tak                        |
|            | Jarosławiec    | 1838                        | 54°32′30″N 16°32′41″E/54,541667 16,544722     | 50,2                            | 33,3               | 23                    | błyskowe grupowe okres – 9 s (błysk 0,5 s przerwa 2 s błysk 0,5 s przerwa 6 s)                                        | tak                        |
|            | Ustka          | 1871                        | 54°35′22″N 16°51′25″E/54,589444 16,856944     | 22,2                            | 19,5               | 18                    | przerywane okres – 6 s (przerwa 2 s światło 4 s)                                                                      | tak                        |
|            | Czołpino       | 1875                        | 54°43′12″N 17°14′37″E/54,720000 17,243611     | 75                              | 25,2               | 21                    | przerywane grupowe okres – 8 s (przerwa 2 s światło 1 s przerwa 2 s światło 3 s)                                      | tak                        |
|            | Stilo          | 1906                        | 54°47′12″N 17°44′02″E/54,786667 17,733889     | 75                              | 33,4               | 23,5                  | błyskowe grupowe okres – 12 s (błysk 0,3s przerwa 2,2 s błysk 0,3 s przerwa 2,2 s błysk 0,3 s przerwa 6,7 s)          | tak                        |
|            | Rozewie        | 1821, zapalenie: 15 XI 1822 | 54°49′54″N 18°20′20″E/54,831667 18,338889     | 83,2                            | 32,7               | 26                    | błyskowe okres – 3 s (błysk 0,1 s przerwa 2,9 s)                                                                      | tak                        |
|            | Jastarnia      | 22.12.1949                  | 54°42′01″N 18°40′58″E/54,700278 18,682778     | 22                              | 13,5               | 15                    | kodowe Morse’a (A) okres – 20 s (światło 2 s przerwa 2 s światło 7 s przerwa 9 s)                                     | nie                        |
|            | Hel            | 1638/1942                   | 54°36′06″N 18°48′56″E/54,601667 18,815556     | 39                              | 41,5               | 18                    | izofazowe okres – 10 s (światło 5 s przerwa 5 s) widoczne w sektorze: 151°–102°                                       | tak                        |
|            | Gdańsk         | 23 czerwca 1984             | 54°23′59″N 18°41′47″E/54,399800 18,696400     | 61                              | 64,3               | 25                    | błyskowe grupowe okres – 9 s (błysk 0,5 s przerwa 1,5 s błysk 0,5 s przerwa 1,5 s błysk 0,5 s przerwa 4,5 s)          | nie                        |
|            | Krynica Morska | 1 maja 1895/1951            | 54°23′13″N 19°27′12″E/54,386944 19,453333     | 53                              | 27                 | 18                    | blaskowe grupowe okres – 12 s (blask 2 s przerwa 2 s blask 2 s przerwa 6 s)                                           | tak                        |

## Nieczynne i nieistniejące latarnie morskie

### Nieczynne latarnie morskie (wygaszone)
| Ilustracja | Nazwa                | Rok budowy | Rok wygaszenia                         | Współrzędne                               | Wysokość światła ponad wodą (m) | Wysokość wieży (m) | Zasięg nominalny (Mm) | Charakterystyka światła | Udostępniona do zwiedzania  |
| ---------- | -------------------- | ---------- | -------------------------------------- | ----------------------------------------- | ------------------------------- | ------------------ | --------------------- | --- | --------------------------- |
|            | Rozewie              | 1875       | 1910                                   | 54°49′00″N 18°20′00″E/54,816667 18,333333 | ok. 67                          | ok. 16             |                       | | nie                         |
|            | Góra Szwedów         | 1936       | 1990                                   | 54°37′36″N 18°49′18″E/54,626667 18,821667 | 34,3                            | 17                 | 14                    | | nie                         |
|            | Gdańsk Nowy Port     | 1894       | 1984                                   | 54°24′28″N 18°39′50″E/54,407778 18,663889 | 31,3 (30,3 od 1946)             | 27,3               | 16 (13 od 1946)       | stałe do 1911 do 1932 (światło 1 s, przerwa 4 s) do 1945 błyskowe, okres 5 s (blask 4 s, przerwa 1 s) do 1984 roku błyskowe, okres – 5 s (blask 2 s, przerwa 3 s) | tak · (od maja do września) |
|            | Twierdza Wisłoujście | 1482       | 1758 (zastąpiona blizą w Nowym Porcie) | 54°23′45″N 18°40′46″E/54,395833 18,679444 | ok. 18                          | 17                 |                       | światło stałe (świece od 1724) | tak · (od maja do września) |

### Nieistniejące latarnie morskie
| Ilustracja | Nazwa          | Data budowy                      | Data wygaszenia  | Data Zniszczenia     | Współrzędne                                   | Wysokość światła ponad wodą (m n.p.m.) | Wysokość wieży (m) | Zasięg nominalny (Mm) | Charakterystyka światła |
| ---------- | -------------- | -------------------------------- | ---------------- | -------------------- | --------------------------------------------- | -------------------------------------- | ------------------ | --------------------- | --- |
|            | Hel            | 1 sierpnia 1827                  | 19 września 1939 | 19 września 1939     | 54°36′06″N 18°49′04″E/54,601667 18,817778     | 37,7                                   | 41,7               | 17                    | Białe obrotowe, ma sześć lamp z reflektorami, które wykonują jeden obrót w czasie trzech minut i co pół minuty pokazują światło                                                                                  |
|            | Gdynia Oksywie | 1887                             | 1933             | wrzesień 1939        | 54°33′09″N 18°33′46″E/54,552500 18,562778     | 46,5                                   | 10                 | 8                     | Białe błyskowe; okres 3 s |
|            | Jastarnia Bór  | 16 grudnia 1872                  | 1936             | połowa września 1939 | 54°39′03″N 18°46′47″E/54,650833 18,779722     | 36,4 (37,9 od 1911)                    | 20,6               | 17 (od 1908)          | Do 1877 r. blaskowe grupowe, okres – 60 s (światło białe 30 s, przerwa 10 s, światło czerwone 10 s, przerwa 10); od 1877 r. blaskowe grupowe, okres – 120 s (przerwa – 10 s, światło białe 10 s, przerwa – 10s). |
|            | Wineta         |                                  |                  |                      | ujście Odry, dokładna pozycja nieznana        |                                        |                    |                       | |
|            | Regoujście     | przed 1539                       |                  |                      | ok. 54°09′00″N 15°21′00″E/54,150000 15,350000 |                                        |                    |                       | |
|            | Rowokół        | planowana do budowy w XVII wieku |                  |                      | 54°39′16″N 17°15′32″E/54,654333 17,259000     | 115                                    | 115                |                       | |

## Latarnie morskie polskich stacji badawczych
| Ilustracja | Nazwa     | Lokalizacja                                                         | Rok budowy    | Współrzędne                                 | Wysokość światła ponad wodą (m) | Wysokość wieży (m) | Charakterystyka światła                          |
| ---------- | --------- | ------------------------------------------------------------------- | ------------- | ------------------------------------------- | ------------------------------- | ------------------ | ------------------------------------------------ |
|            | Arctowski | Polska Stacja Antarktyczna im. Henryka Arctowskiego · ( Antarktyka) | 16 marca 1978 | 62°09′35″S 58°27′55″W/-62,159722 -58,465278 | 20                              | 6                  | blaskowe okres – 9 s (blask 3 s przerwa 6 s)     |
|            | Hornsund  | Polska Stacja Polarna Hornsund ( Svalbard)                          | grudzień 2006 | 77°00′00″N 15°33′00″E/77,000000 15,550000   |                                 |                    | izofazowe okres – 10 s (światło 5 s przerwa 5 s) |

## Inne stawy ze światłami nawigacyjnymi nazywane latarniami
| Ilustracja | Nazwa                                                     | Rok budowy                | Współrzędne                               | Wysokość światła ponad wodą (m) | Wysokość wieży (m) | Zasięg nominalny (Mm) | Charakterystyka światła                                                                    | Udostępniona do zwiedzania |
| ---------- | --------------------------------------------------------- | ------------------------- | ----------------------------------------- | ------------------------------- | ------------------ | --------------------- | ------------------------------------------------------------------------------------------ | -------------------------- |
|            | główki portu Władysławowo szara stawa po lewej            | 1938                      | 54°48′00″N 18°25′00″E/54,800000 18,416667 |                                 |                    |                       | światło wygaszone i zastąpione zieloną stawą, widoczną po prawej                           |                            |
|            | falochron na Westerplatte Wejście do Nowego Portu, Gdańsk | 1842 Zniszczona w 2012 r. | 54°25′00″N 18°39′30″E/54,416667 18,658333 | 13                              | 13                 | 7                     | czerwone blaskowe, okres – 6 s.                                                            | nie                        |
|            | Sopot                                                     | 1903/1904                 | 54°26′43″N 18°34′13″E/54,445278 18,570278 | 25                              | 30                 | 7                     | błyskowe, okres – 4 s (błysk 0,3 s, przerwa – 3,7 s) widoczne w sektorze 192°30′ – 307°30′ | tak                        |

## Literatura
- Franciszek Wróbel: Vademecum nawigatora. Gdańsk: Wydawnictwo Morskie, 1983. ISBN 83-215-1112-0. Brak numerów stron w książce
- Franciszek Wróbel: Nawigacja morska... Gdynia: Wydawnictwo Trademar, 2006. ISBN 83-915444-8-6. Brak numerów stron w książce
- Marian Czerner: Latarnie morskie polskiego wybrzeża. Poznań: Wydawnictwo Poznańskie, 1967, 1971, 1986. ISBN 83-210-0602-7. Brak numerów stron w książce
- Kazimierz Bielicki: Latarnie morskie na wybrzeżu polskim. (i inni: Krzysztof Czaplewski, Andrzej H. Warchhold). Toruń: Wydawnictwo Adam Marszałek, 1998. ISBN 83-7174-321-1. Brak numerów stron w książce
- Spis świateł i sygnałów nawigacyjnych tom I, II, III nr. 521 (wydanie zaktualizowane). Gdynia: Biuro Hydrograficzne Marynarki Wojennej. Brak numerów stron w książce
- List of Lights & Fog Signals, Volume C, Baltic Sea, with Kattegat, Belts and Sound NP76 wydanie zaktualizowane. Taunton, Somerset, Wielka Brytania: The United Kingdom Hydrographic Office (Admiralty). Brak numerów stron w książce
- Pub. 116 List of Lights Radio Aids and Fog Signals wydanie zaktualizowane. Bethesda, MD, USA: National Geospatial-Intelligence Agency. NSN7642014007540. Brak numerów stron w książce
- Locja Bałtyku. Wybrzeże polskie 502 (wydanie zaktualizowane). Gdynia: Biuro Hydrograficzne Marynarki Wojennej. Brak numerów stron w książce
- Baltic Pilot Vol. 1 (NP18), Vol. 2 (NP19), Vol. 3 (NP20) (wydanie zaktualizowane). Taunton, Somerset, Wielka Brytania: The United Kingdom Hydrographic Office (Admiralty). Brak numerów stron w książce
- Bałtyk Południowy od Stilo do Kłajpedy mapa nawigacyjna 251 skala 1:200 000 (wydanie zaktualizowane). Gdynia: Biuro Hydrograficzne Marynarki Wojennej. Brak numerów stron w książce
- Bałtyk Południowy od Świnoujscia do Stilo mapa nawigacyjna 252 skala 1:200 000 (wydanie zaktualizowane). Gdynia: Biuro Hydrograficzne Marynarki Wojennej. Brak numerów stron w książce
- Znaki skróty i terminologia stosowane na polskich mapach morskich 551. Gdynia: Biuro Hydrograficzne Marynarki Wojennej. Brak numerów stron w książce
- Symbols and Abbreviations used on Admiralty Charts, Chart 5011. Taunton, Somerset, Wielka Brytania: The United Kingdom Hydrographic Office (Admiralty). Brak numerów stron w książce
- Katalog map i publikacji nautycznych 552. Gdynia: Biuro Hydrograficzne Marynarki Wojennej. Brak numerów stron w książce